# Governo Raffarin III

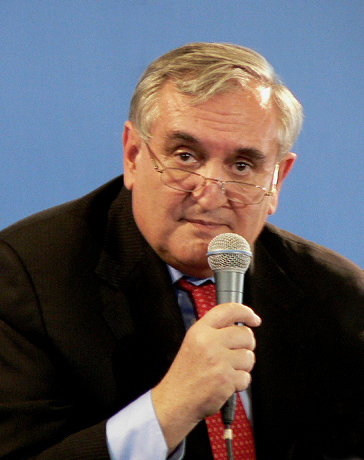
Jean-Pierre Raffarin, Primo ministro del governo Raffarin III.

Il governo Raffarin III è stato il trentesimo governo della Quinta Repubblica francese ed il terzo del secondo mandato del presidente Jacques Chirac. È durato dal 30 marzo 2004, data alla quale ha rimpiazzato il governo Raffarin II, al 2 giugno 2005, data alla quale fu rimpiazzato dal governo de Villepin.
La composizione del terzo governo formato da Jean-Pierre Raffarin è stata annunciata il 31 marzo 2004; il governo ha dato le dimissioni il 31 maggio 2005, al seguito della vittoria del "no" al referendum del 29 maggio 2005 sulla Costituzione europea, ed è poi rimasto in carica in quanto governo dimissionario fino alla costituzione del successivo governo.

## Composizione del Governo

### Ministri
- Ministro dell'Educazione Nazionale, dell'Insegnamento superiore e della Ricerca: François Fillon (UMP)
- Ministro degli Interni, della Sicurezza nazionale e delle Autonomie locali: Dominique de Villepin (UMP)
- Ministro dell'Impiego, del Lavoro e della Coesione sociale: Jean-Louis Borloo (UMP)
- Guardasigilli, Ministro della Giustizia: Dominique Perben (UMP)
- Ministro della Difesa: Michèle Alliot-Marie (UMP)
- Ministro degli Affari esteri: Michel Barnier (UMP)
- Ministro della Solidarietà, della Sanità e della Famiglia: Philippe Douste-Blazy (UMP)
- Ministro dell'Economia, delle Finanze e dell'Industria: Nicolas Sarkozy (UMP)
- Ministro delle Infrastrutture, dei Trasporti, della Pianificazione territoriale, del Turismo e del Mare: Gilles de Robien (UDF)
- Ministro della Funzione Pubblica e della Riforma dello Stato: Renaud Dutreil (UMP)
- Ministro dell'Agricoltura, dell'Alimentazione, della Pesca e degli Affari rurali: Hervé Gaymard (UMP)
- Ministro dell'Ecologia e dello Sviluppo sostenibile: Serge Lepeltier (UMP)
- Ministro della Cultura e della Comunicazione: Renaud Donnedieu de Vabres (UMP)
- Ministro dell'Oltremare: Brigitte Girardin (UMP)
- Ministro della Gioventù, dello Sport e della Vita associativa: Jean-François Lamour (UMP)
- Ministro della Parità e dell'Uguaglianza professionale: Nicole Ameline (UMP)

### Ministri delegati
- Ministro delegato ai Rapporti con il Parlamento: Henri Cuq (UMP)
- Ministro delegato all'Industria: Patrick Devedjian (UMP)
- Ministro delegato alle Piccole e medie imprese, al Commercio, all'Artigianato, alle Professioni liberali e al Consumo: Christian Jacob (UMP)
- Ministro delegato al Commercio estero: François Loos (UMP)
- Ministro delegato alla Ricerca: François d'Aubert (UMP)
- Ministro delegato agli Interni, portavoce del Governo: Jean-François Copé (UMP)
- Ministro delegato alle Relazioni sindacali: Gérard Larcher (UMP)
- Ministro delegato alla Lotta contro la precarietà e l'esclusione: Nelly Olin (UMP)
- Ministro delegato agli Ex combattenti: Hamlaoui Mekachera (UMP)
- Ministro delegato agli Affari europei: Claudie Haigneré (UMP)
- Ministro delegato alla Cooperazione, allo Sviluppo e alla Francofonia: Xavier Darcos (UMP)
- Ministro delegato agli Anziani: Hubert Falco (UMP)
- Ministro delegato al Turismo: Léon Bertrand (UMP)

### Segretari di Stato
- Segretario di Stato al Bilancio e alla Riforma del Bilancio: Dominique Bussereau (UMP)
- Segretario di Stato allo Sviluppo sostenibile: Tokia Saïfi (UMP)
- Segretario di Stato ai Portatori di Handicap: Marie-Anne Montchamp (UMP)
- Segretario di Stato all'Inserimento professionale dei giovani: Laurent Hénart (UMP)
- Segretario di Stato alla Casa: Marc-Philippe Daubresse (UMP)
- Segretario di Stato all'Integrazione e all'Uguaglianza delle possibilità: Catherine Vautrin (UMP)
- Segretario di Stato ai Diritti delle vittime: Nicole Guedj (UMP)
- Segretario di Stato agli Affari esteri: Renaud Muselier (UMP)
- Segretario di Stato all'Assicurazione sanitaria: Xavier Bertrand (UMP)
- Segretario di Stato alla Riforma dello Stato: Éric Woerth (UMP)
- Segretario di Stato ai Trasporti e al Mare: François Goulard (UMP)
- Segretario di Stato alla Pianificazione territoriale: Philippe Briand
- Segretario di Stato all'Agricoltura, all'Alimentazione, alla Pesca e agli Affari rurali: Nicolas Forissier (UMP)

## Modifiche alla composizione del Governo
- Il 14 aprile 2004, Philippe Briand è stato sostituito da Frédéric de Saint-Sernin (UMP) come Segretario di Stato alla Pianificazione territoriale.
- Eletta parlamentare europea il 13 giugno 2004, la Segretaria di Stato allo Sviluppo sostenibile Tokia Saïfi ha lasciato il governo il 21 giugno. Non sostituita, il suo incarico è stato affidato al ministro dell'Ambiente, Serge Lepeltier.
- Il 16 ottobre 2004 il ministro delegato agli Anziani e sindaco di Tolone Hubert Falco, eletto senatore il mese precedente, ha lasciato il governo.
- 29 novembre 2004 Rimpasto ministeriale dopo le dimissioni di Nicolas Sarkozy.
  - Hervé Gaymard è stato nominato Ministro dell'Economia, delle Finanze e dell'Industria in sostituzione di Nicolas Sarkozy, eletto il giorno precedente presidente dell'UMP.
  - Dominique Bussereau, Segretario di Stato al Bilancio è stato promosso Ministro dell'Agricoltura, dell'Alimentazione, della Pesca e degli Affari rurali in sostituzione di Hervé Gaymard.
  - Philippe Douste-Blazy, ministro della Sanità e della Previdenza sociale, è stato nominato ministro della Solidarietà, della Salute e della Famiglia.
  - Jean-François Copé, Ministro delegato agli Interni, è stato nominato Ministro delegato al Bilancio e alla Riforma del bilancio, rimanendo il portavoce del governo.
  - Marie-Josée Roig, Ministro della Famiglia, è stata nominata Ministro delegato agli Interni, in sostituzione di Jean-François Copé.
  - Christian Jacob, Ministro delegato alle Piccole e medie imprese, al Commercio, all'Artigianato, alle Professioni liberali e al Consumo, è stato nominato ministro, mantenendo gli stessi incarichi.
- Il 25 febbraio 2005 Thierry Breton (UMP) è stato nominato Ministro dell'Economia, delle Finanze e dell'Industria, in seguito alle dimissioni di Hervé Gaymard, coinvolto in uno scandalo politico-immobiliare.